# Bordils
Bordils ist eine katalanische Gemeinde in der Provinz Girona im Nordosten Spaniens. Sie liegt in der Comarca Gironès.

## Sehenswürdigkeiten
- Pfarrkirche Sant Esteve aus dem 16. Jahrhundert

## Persönlichkeiten
- Petar Cikusa Jelicic (* 2005), Handballspielerin